# Campeonato Roraimense 2012
In 2012 werd het 53ste Campeonato Roraimense gespeeld voor voetbalclubs uit Braziliaanse staat Roraima. De competitie werd georganiseerd door de FRF en werd gespeeld van 31 maart tot 9 juni. Er waren twee fases, beide winnaars namen het tegen elkaar op. São Raimundo werd kampioen. 
- Náutico verhuisde dit seizoen van Boa Vista naar Caracarai.

## Eerste fase
| Plaats | Club         | Wed. | W | G | V | Saldo | Ptn. |
| ------ | ------------ | ---- | - | - | - | ----- | ---- |
| 1.     | São Raimundo | 5    | 4 | 1 | 0 | 15:3  | 13   |
| 2.     | Náutico      | 5    | 3 | 2 | 0 | 26:4  | 11   |
| 3.     | Real         | 5    | 3 | 1 | 1 | 16:6  | 10   |
| 4.     | Rio Negro    | 5    | 2 | 0 | 3 | 7:7   | 6    |
| 5.     | Roraima      | 5    | 1 | 0 | 4 | 7:23  | 3    |
| 6.     | GAS          | 5    | 0 | 0 | 5 | 3:31  | 0    |

|  | Winnaar, geplaatst voor finale |

## Tweede fase
| Plaats | Club         | Wed. | W | G | V | Saldo | Ptn. |
| ------ | ------------ | ---- | - | - | - | ----- | ---- |
| 1.     | Náutico      | 5    | 5 | 0 | 0 | 17:0  | 15   |
| 2.     | São Raimundo | 5    | 4 | 0 | 1 | 14:3  | 12   |
| 3.     | Roraima      | 5    | 3 | 0 | 2 | 11:6  | 9    |
| 4.     | Real         | 5    | 2 | 0 | 3 | 10:9  | 6    |
| 5.     | Rio Negro    | 5    | 1 | 0 | 4 | 8:12  | 3    |
| 6.     | GAS          | 5    | 0 | 0 | 5 | 7:37  | 0    |

|  | Winnaar, geplaatst voor finale |

## Finale
|               |         |       |              |                     |
| 9 juni Finale | Náutico | 0 – 2 | São Raimundo | Ribeirão, Boa Vista |
| 9 juni Finale |         |       |              | Ribeirão, Boa Vista |

### Kampioen
| Campeonato Roraimense de 2012    |
| Roraima                          |
| -------------------------------- |
| SÃO RAIMUNDO Kampioen (5° titel) |